# Toni Tennille
Toni Tennille, celým jménem Cathryn Antoinette Tennille, (* 8. května 1940 Montgomery) je americká zpěvačka a klávesistka.
Narodila se v Montgomery v Alabamě a dva roky studovala na Auburnské univerzitě. Koncem padesátých let se s rodinou odstěhovala do Kalifornie. V letech 1962–1972 byl jejím manželem bubeník Kenneth Shearer. Složila hudbu k muzikálu Mother Earth, který se v roce 1972 dočkal uvedení na Broadwayi. V roce 1972 odehrála turné jako klávesistka se skupinou The Beach Boys. V té době se seznámila s hudebníkem Darylem Dragonem, za kterého se v roce 1975 provdala (rozvedli se v roce 2014). Tvořili spolu úspěšné duo Captain & Tennille, mezi jehož největší hity patřily písně „Love Will Keep Us Together“ a „Do That to Me One More Time“. Od osmdesátých let vydala také několik sólových alb. V roce 2016 vydala knihu vzpomínek Toni Tennille: A Memoir.